# Aerofly FS
Aerofly FS est un logiciel de simulation de vol développé en 2012 par la société allemande IPACS. En 2016 une seconde version nommée Aerofly FS 2 Flight Simulator a vu le jour. En 2022 une troisième version nommé Aerofly FS 4 Flight Simulator a vu le jour. Il existe également une version mobile pour iOS et Android dont la dernière version est Aerofly FS Global.
A noter qu'il existe un autre produit développé par IPACS, nommé Aerofly RC, qui est un simulateur de vol radio commandé.

## Disponibilité
Aerofly FS 2 Flight Simulator est disponible sur Windows via la plateforme Steam ou via des DVDs vendus par Aerosoft. Le simulateur est également disponible sur Mac OS via le Mac App Store.
Enfin une version mobile d'Aerofly FS est disponible sur iOS via l'AppStore  ou sur Android via Google Play.

## Caractéristiques

### Moteur graphique
Le point fort le plus évident d'Aerofly FS 2 est son moteur graphique plus performant que ceux de ses concurrent principaux (Prepar3D et X-Plane) ce qui lui permet notamment de garder une fluidité même sur des configurations modestes,,. Grâce à son moteur graphique Aerofly FS2 proposait ainsi en 2018 la meilleure expérience possible pour profiter de la réalité virtuelle dans un simulateur de vol. C'est d'ailleurs la raison principale pour laquelle l'éditeur ORBX a décidé d'y porter certaines de ses scènes.

### Modèles de vol
Aerofly possède des dynamiques de vol avancés:
- Simulation multi-corps complète en temps réel avec flexion d'aile, compression des engrenages et même déformation du pneu
- Simulation réaliste des forces aérodynamiques sur les ailes, les stabilisateurs, les gouvernes, le train d'atterrissage et le fuselage
- Simulation précise de décrochage et de rotation

Initialement Aerofly FS ne proposait que des avions mais au mois de Novembre 2018 l'hélicoptère Robinson R22 a été rendu disponible. Ce dernier a été conçu avec l'aide de vrais pilotes (comme Claude Vuichard) et offre un niveau de réalisme jamais atteint dans un simulateur pour cet appareil,.

### Support de périphériques
Aerofly FS 2 supporte un grand nombre de périphériques dédiés à la simulation: manettes de jeu (joysticks), accélérateur (throttle) , palonnier (rudder pedals), panneaux multiples Saitek, panneaux radio, panneaux de commutation, Saitek TPM, cycliques et collectifs d'hélicoptères (comme le PUMA de Pro Flight Trainer) et bien d’autres.
Il a aussi été conçu pour supporter de base les casques de réalité virtuelle notamment avec le support natif des casques HTC Vive et Oculus Rift.
D'autres systèmes comme TrackIR et Tobii EyeX sont également supportés nativement par le simulateur.

## Aéronefs

### Aéronefs disponibles de base

#### Dans Aerofly FS 1
- Cessna 172 SP
- Discus Glider
- Extra 330
- F/A 18 Hornet
- Pitts S-2B
- Robin DR400
- Sopwith F1 Camel
- Swift S1 Glider

#### Dans Aerofly FS 2
- Aermacchi MB-339
- Airbus A320
- Bombardier Dash 8Q-400
- Beechcraft Baron 58
- Beechcraft King Air C90 Gtx
- Boeing 737-500
- Boeing 747-400
- Bücker Bü 133 Jungmeister
- Cessna 172 SP
- Pitts S-2B
- Extra 330 LX
- Eurocopter EC-135 (depuis Août 2020)
- Learjet 45
- Lockheed P-38 Lightning
- McDonnell Douglas F-15E Strike Eagle
- McDonnell Douglas F/A-18 Hornet
- Robinson R22 (depuis Novembre 2018)
- Schleicher ASG 29
- Sopwith F.1 Camel
- Marganski Swift S1
- Vought F4U Corsair

### Aéronefs additionnels payants
Liste des aéronefs disponibles en tant que contenu téléchargeables dans Aerofly FS 2:
- Bombardier Dash 8 Q400 d'IPACS
- Beechcraft Duchess Model 76 de Just Flight
- Piper PA-28 Turbo Arrow III / IV de Just Flight
- Cesna C152 de Just Flight
- Piper PA-38 Tomahawk de Just Flight
- Falke SF-25 de Just Flight

### Liste des aéronefs additionnels gratuits
Des aéronefs développés par des utilisateurs d'Aerofly FS 2 sont disponibles gratuitement sur le site https://flight-sim.org.
On peut notamment lister:
- Cesna C152 de Sylvain Delepierre
- Westland Lynx Mk7 de Larrylynx

## Scènes

### Scènes disponibles de base
Même si la totalité du globe est "volable" par défaut seule une zone restreinte est couverte en détail (c'est-à-dire avec modélisation en 3D des bâtiments et orthophotos en haute résolution):
- Aerofly FS 1: la Suisse dans sa totalité
- Aerofly FS 2: la Côte Ouest des États-Unis

### Scènes additionnelles payantes
Liste des scènes disponibles en tant que contenu téléchargeables dans Aerofly FS 2 (certains sont gratuits).
Scènes développées par IPACS :
- Nord-Est des États-Unis (dont New York) ;
- Floride méridionale (incluant Miami) ;
- Suisse (portage d'Aerofly FS 1) ;
- Utah (gratuit) ;
- Colorado (gratuit) ;
- Sud-Ouest des États-Unis, pack de textures à haute résolution (gratuit).

Scènes développées par Aerosoft :
- Allemagne, Heligoland ;
- Népal, Lukla - Mont Everest.

Scènes développées par FranceVFR :
- Paris - Île-de-France.

Scènes développées par ORBX :
- TrueEarth Netherlands ;
- Innsbruck Airport ;
- Chicago Meigs Field ;
- Monterey Regional Airport ;
- Eagle County Colorado ;
- Palm Springs International.

### Scènes additionnelles gratuites
Des scènes développées par des utilisateurs d'Aerofly FS 2 sont disponibles gratuitement sur le site https://flight-sim.org.
Il y a différents types de contenus: des images aériennes, des modèles de terrain ou des générations de bâtiments et de végétations (appelées cultivations dans l'univers Aerofly).
On peut notamment citer:
- Appollo50 (Floride)
- Oahu (Hawaï)
- Venice (Italie) de Rodeo
- Paris (France) de TomSimMuc
- Samos, Skiathos, Mikonos (Grèce) de brunnobellic

## Outils de développement
IPACS fournit un SDK pour Aerofly FS 2 téléchargeable gratuitement permettant de rajouter du contenu à son simulateur, que ça soit pour rajouter des nouveaux aéronefs ou des nouvelles scènes.

### Développement d'aéronefs
Dans le SDK d'IPACS il existe des outils pour créer du contenu et convertir des aéronefs.
Plusieurs plugins d'exportation existent pour des logiciels connus de modélisations en 3D comme 3D Studio Max, Cinema 4D et AC3D.

### Développement de scènes
Dans le SDK d'IPACS il existe l'outil GeoConvert qui permet de créer des images aériennes mais aussi pour créer des modèles numérique de terrains pour Aerofly.
Plusieurs outils disponibles gratuitement ont également développés par la communauté d'Aerofly:
- AeroScenery de Nick Hod: il permet de générer facilement des images aériennes à partir de différentes sources (Bing, Google, etc.)
- ScenProc d'Arno: à la base conçu pour FSX/P3D il permet de générer des cultivations (bâtiments, végétations..) pour Aerofly à partir de données d'OpenStreetMap entre autres.
- ObjectGen: il permet de générer différents types d'objets (comme des lignes électriques, réservoirs d'eau, etc.) à partir de données d'OpenStreetMap.
- FSCloudPort: il permet de générer facilement des aéroports (très basiques)